# Denny épület
A Denny épület a Washingtoni Egyetem seattle-i campusán található. Névadója Arthur A. Denny, Seattle egyik alapítója.
Az 1894–1895-ben Charles Saunders tervei alapján megvalósult, téglából és homokkőből készült, reneszánsz stílusú létesítmény az intézmény jelenlegi campusának legrégebbi épülete.

## Története
Az 1894. júliusi alapkőletételen ezer fő vett részt. A korábbi adminisztrációs épület 1910-ben vette fel Arthur A. Denny, Seattle egyik alapítójának a nevét. 1957-ben és 2008-ban újították fel; utóbbi projektet a 2008-as gazdasági világválság miatt csak 2014-ben folytatták; a rekonstrukció 2016-ra készült el.
Az épület metszete szerepel az egyetemi jogaron, amelyet az ünnepi megnyitókon az intézmény protokollfőnöke hord magánál.
A kupolában található 180 kilogrammos, 1859-ben készült harangot az évente megrendezett öregdiák-találkozón szólaltatják meg. A harangot 1961-től 2013-ban bekövetkezett haláláig Brewster Denny kezelte.
A létesítményben működik az Angol, a Német, a Klasszikus Irodalom, valamint a Közel-keleti Nyelvek és Kultúrák Tanszék.

## Fordítás
- Ez a szócikk részben vagy egészben  a   Denny Hall című angol Wikipédia-szócikk ezen változatának fordításán alapul.  Az eredeti cikk szerkesztőit annak laptörténete sorolja fel. Ez a jelzés csupán a megfogalmazás eredetét és a szerzői jogokat jelzi, nem szolgál a cikkben szereplő információk forrásmegjelöléseként.